# Дом Черниговской губернской чертёжной мастерской
Дом Черниговской губернской чертёжной мастерской — памятник истории вновь выявленный в Чернигове. Сейчас в здании размещается Департамент жилищно-коммунального хозяйства, регионального развития и инфраструктуры Черниговской облгосадминистрации.

## История
Приказом Главного управления культуры туризма и охраны культурного наследия Черниговской областной государственной администрации от 24.10.2011 № 217  присвоен статус памятник истории вновь выявленный под охранным № 8123. Здание расположено в «комплексной охранной зоне памятников исторического центра города», согласно правилам застройки и использования территории. Не имеет собственной «территории памятника», не установлена информационная доска.

## Описание
Каменный, 3-этажный дом на цоколе, прямоугольный в плане. Фасад здания повёрнут на юго-восток к Преображенской улице, по обе стороны имеет по паре пилястр, которые венчаются фронтонами. 
Черниговская губернская чертёжная мастерская была основана в 1782 году. Возглавлялась губернским землемером, который руководил деятельностью уездных землемеров. Подчинялась непосредственно губернскому правлению, но в свою очередь и Межевому департаменту Сената, от которого получала инструктивные и некоторые директивные установки. Землемеры выполняли землемерные работы, межевание границ губернии и уездов при их изменении, межевание частных землевладений, составление карт и планов губернии, уездов, отдельных имуществ, населённых пунктов. Мастерская была ликвидирована в 1919 году. 
Сейчас в здании размещается Департамент жилищно-коммунального хозяйства, регионального развития и инфраструктуры Черниговской облгосадминистрации.